# TuS Nettelstedt-Lübbecke
TuS Nettelstedt-Lübbecke, ofta förkortat TuS N-Lübbecke, är en tysk handbollsklubb från stadsdelen Nettelstedt i staden Lübbecke, Nordrhein-Westfalen, bildad 1912. Moderföreningen heter TuS Nettelstedt, medan herrelitlaget bär tillägget "-Lübbecke". Hemmamatcherna spelas i Merkur Arena. Klubbens största meriter är seger i Tyska cupen 1981, Cupvinnarcupen 1981 samt EHF City Cup 1997 och 1998.

## Spelartrupp
| Nr | Land     | Pos | Namn            |
| -- | -------- | --- | --------------- |
| 12 | Ungern   | MV  | Péter Tatai     |
| 16 | Tyskland | MV  | Mats Grzesinski |
| 35 | Tyskland | MV  | Joel Birlehm    |
| 5  | Tyskland | H9  | Jó Gerrit Genz  |
| 7  | Polen    | M6  | Patryk Walczak  |
| 8  | Tyskland | V6  | Jens Bechtloff  |
| 10 | Polen    | M9  | Łukasz Gierak   |
| 13 | Qatar    | V9  | Marko Bagarić   |

| Nr | Land     | Pos | Namn               |
| -- | -------- | --- | ------------------ |
| 14 | Tyskland | H6  | Peter Strosack     |
| 17 | Kroatien | H6  | Luka Raković       |
| 23 | Tyskland | V9  | Valentin Spohn     |
| 24 | Estland  | H9  | Dener Jaanimaa     |
| 25 | Tyskland | M6  | Moritz Schade      |
| 29 | Tyskland | V9  | Marian Orlowski    |
| 45 | Tyskland | V6  | Jan-Eric Speckmann |
| 55 | Tyskland | M6  | Kenji Hövels       |

## Meriter
- Cupvinnarcupmästare 1981
- EHF City Cup-mästare 1997 och 1998
- Tyska cupmästare 1981

## Spelare i urval
- Mark Dragunski (1997–1998)
- Talant Dujsjebajev (1997–1998)
- Slavko Goluža (1998–1999)
- Mattias Gustafsson (2010–2014)
- Dener Jaanimaa (2018–)
- Herbert Lübking (1970–1978)
- Zoran Mikulić (1996–2001)
- Kristian Svensson (2010–2013)
- Bogdan Wenta (1995–2000)